# Панченко, Ирина Александровна
Ири́на Алекса́ндровна Па́нченко (род. 11 июня 1968 года, Москва) — российский государственный и политический деятель. Депутат Государственной Думы четвёртого созыва, член фракции «Единая Россия», член комитета Государственной Думы ФС РФ по бюджету и налогам.

## Биография
Получила диплом о высшем образовании Московского института народного хозяйства им. Г. В. Плеханова в 1990 году.
С 1994 по 1995 год работала главным бухгалтером московского отделения швейцарской компании Glencore International A.G. В 1995 году стала трудиться главным бухгалтером компании «Инпредкадры».
В 1997 году перешла на работу в ОАО «Сибнефть». Сначала работала начальником департамента, главным бухгалтером, с июля 1999 года — вице-президент по финансам ОАО «Сибнефть», член Совета директоров ОАО «Сибнефть».
В 2000 году назначена на должность первого заместителя генерального директора — финансовым директором компании ОАО «Русский алюминий». В марте 2001 года становится заместителем главы администрации Чукотского АО по экономическим и финансовым вопросам, позже — заместителем губернатора — заместителем Председателя Правительства по финансовым, экономическим и имущественным вопросам Чукотского АО.
В 2003 году на выборах депутатов государственной Думы четвёртого созыва избрана депутатом по одномандатному избирательному округу № 223. В Государственной Думе работала членом Комитета по бюджету и налогам. В декабре 2007 года полномочия завершены.
Совладелица продовольственной группы «Продо», совладелица ООО «Гринхаус». Бывший финансовый директор Millhouse. Тесно связана деловыми отношениями с Романом Абрамовичем.
Замужем, две дочери.